# Замок Рахфарнгам

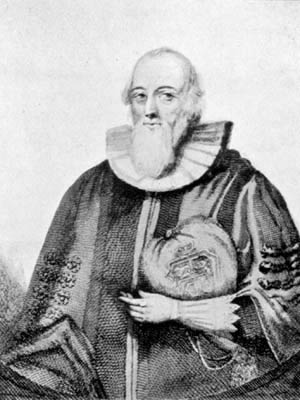
Адам Лофтус — лорд-канцлер Ірландії, архієпископ Дубліна.

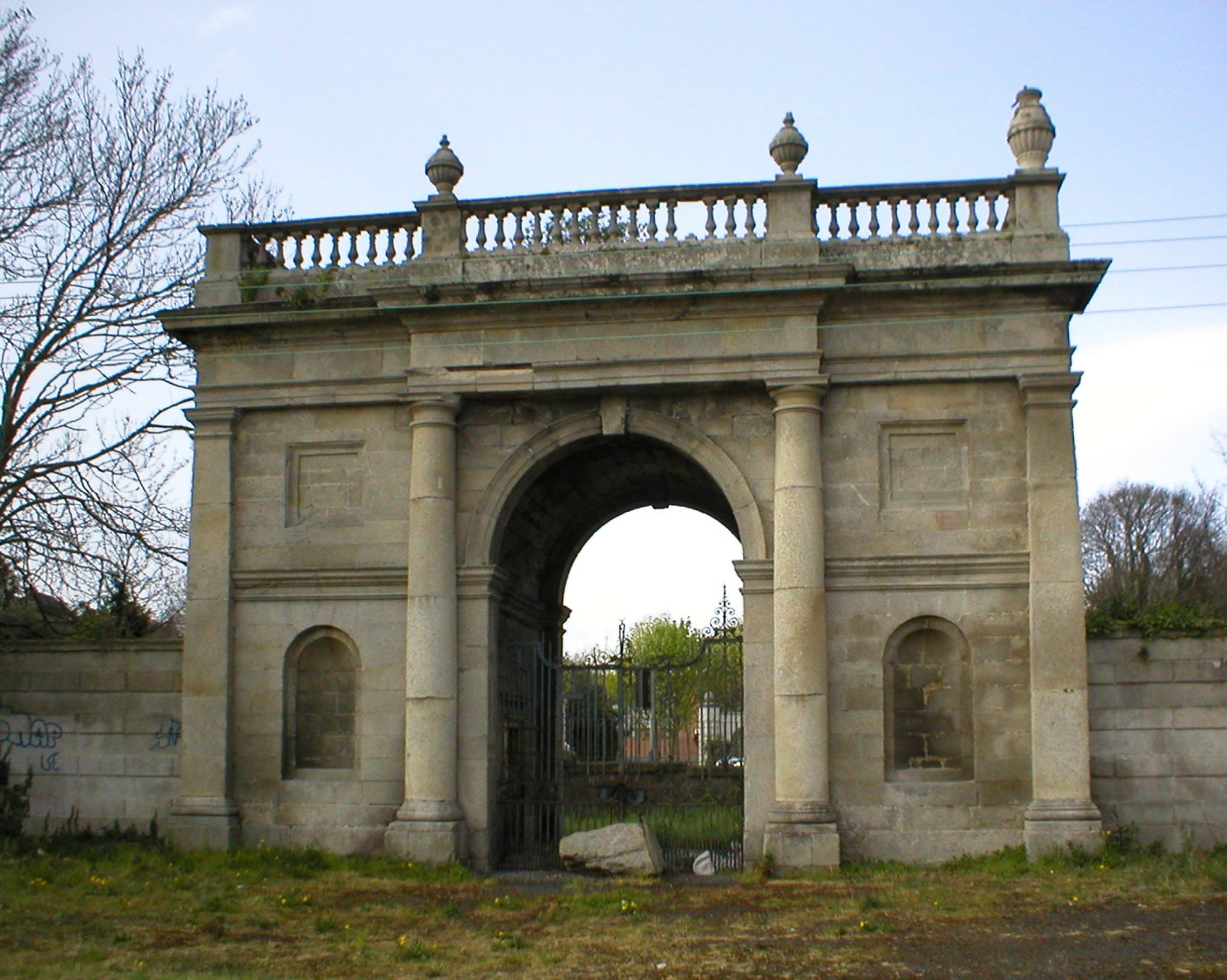
Доггер-лодж або Арка Елі.

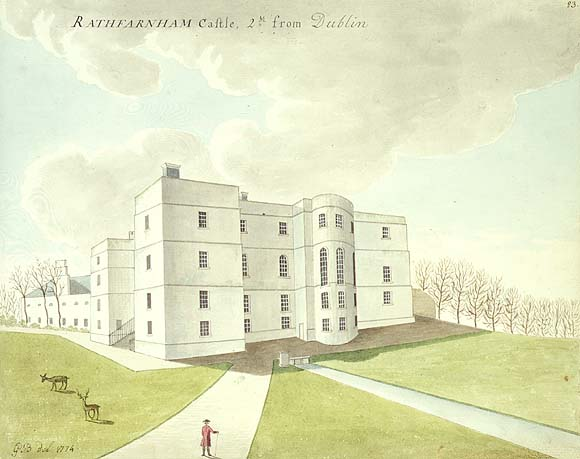
Замок Рахфарнгам — малюнок 1774 року.

Замок Рахфарнгам (англ. Rathfarnham Castle, ірл. Caisleán Rath Fearnáin) — кашлен Рах Фернайн, замок Ратфарнем — один із замків Ірландії, розташований в графстві Дублін, на південь від Дубліна. Замок будований в XVI столітті.

## Історія замку Рахфангам

### Будівництво
На місці нинішнього замку Рахфарнгам, що був побудований у XVI столітті, стояв давніший замок, побудований в норманському стилі. Час його будівництва лишився невідомим, бо від нього нічого не залишилося. Замок Рахфарнгам був побудований на землях, які були конфісковані в родини Юстас Білтінгласс за те, що ця родина підтримала Друге повстання Десмонда за незалежність Ірландії. Замок, що стояв тут до того, був збудований для захисту англійської колонії Пейл від нападів ірландських кланів О'Тул та О'Бірн, які мали свої незалежні королівства на землях нинішнього графства Віклоу і намагалися повернути собі землі Пейлу. Нинішній замок Рахфарнгам побудовано 1583 року для англійського аристократа Адама Лофтуса, родом з Йоркширу. Потім він став лорд-канцлером Ірландії та архієпископом Дубліна. Спочатку замок Рахфарнгам становив собою класичний замок — укріплений, з зубчастими стінами, бійницями. Але в XVIII столітті він був суттєво перебудований і отримав вигляд заміського особняка в стилі короля Георга.
Нинішній замок Рахфангам являє собою квадратний будинок на чотири поверхи з виступаючою вежею на кожному кутку. Стіни понад 5 футів (1,5 м) товщиною. На першому поверсі дві кімнати зі склепінням, що розділені стіною товщиною понад 10 футів (3,0 м), яка підіймається на всю висоту замку. На одному з поверхів є вітальня XVIII століття, над нею колишній танцювальний зал, що був потім перетворений у каплицю.
Замок Рахфангам описували як «зруйнований маєток», коли Адам Лофтус купив його. Замок був добудований і перебудований у 1600 році, після того, як пережив Дев'ятирічну війну і зазнав нападів з боку повстанців з ірландських кланів графства Віклоу.

### Громадянська війна на Британських островах
Архієпископ Лофтус залишив замок своєму синові Дадлі і потім замок перейшов до його сина Адама в 1616 році Під час володіння замком Адамом Лофтусо, замок опинився в облозі в 1641 році під час повстання за незалежність Ірландії. Замок витримав облогу армії конфедератів, в той час, коли вся навколишня місцевість була ними захоплена. Адам Лофтус виступав проти договору щодо припинення бойових дій між ірландськими конфедератами і англійськими роялістами. Потім Адама Лофтуса схопили і кинули за ґрати в Дублінський замок.
Протягом наступної війни 1641—1653 років, замок захоплювали кілька разів різні сили. У 1642—1647 роках замок утримував гарнізон англійських роялістів. У 1647 граф Ормонд — командувач армії роялістів в Ірландії, здався в Дубліні англійського парламенту. Парламентські війська не були розміщені в замку до 1649 року, коли за кілька днів до битви під Рахмайн замок узяли штурмом роялісти. Проте, «круглоголові» знову зайняли замок після перемоги в битві дід Рахмайн. Олівер Кромвель провів в замку раду під час своєї військової кампанії в Ірландії, перш ніж йти на південь, щоб осадити Вексфорд. Адам Лофтус, який відновив замок і землі під час правління Кромвеля, був на стороні прихильників парламенту і був убитий при облозі Лімеріка в 1651 році.
Після громадянської війни родина Лофтус зберегла право власності на замок. У 1659 році д-р Дадлі Лофтус — правнук архієпископа Лофтуса став володарем замку. Протягом свого життя, Дадлі обіймав посади уповноваженого по прибутках, судді Адміралтейства, магістра канцелярії, представника Кілдера і Віклоу в парламенті Ірландії, депутатом від Наас, Баннау та Фехарда (графство Вексфорд).
Його тіло поховане в соборі Святого Патріка в Дубліні.

### XVIII століття
У XVIII столітті замок отримав Філіп Вортон в результаті шлюбу. Він втратив всі свої гроші в результаті авантюри в Південних Морях і в 1723 році замок продали його ясновельможності Вільяму Коноллі — спікеру палати громад в парламенті Ірландії за £ 62,000. У 1742 році замок продали доктору Гоадлі — архієпископу Арми. Після його смерті замок у 1846 році замок перейшов до його зятя — Беллінгема Бойла. У 1767 році Беллінгем Бойл продав замок і маєток Ніколасу Юм-Лофтусу — ІІ графу Елі — нащадку Адама Лофтуса — будівничого замку. Ніколас помер через кілька років — далися в знаки поневіряння молодості. Маєток перейшов до його дядька — його високоповажності Генрі Лофтуса, що отримав титул графа Елі в 1771 році. На честь цієї події — відновлення права власності на замок родиною Лофтус він збудував ще один вхід в замок — у вигляді тріумфальної арки. Генрі Лофтус — граф Елі перебудував замок перетворивши його з середньовічної фортеці в особняк в георгіївському стилі. Перебудову здійснили архітектори сер Вільям Чемберс та  Джеймс Стюарт Афінський. Інтер'єр був змінений відповідно до смаків тієї доби. До оформлення інтер'єру була залучена художниця Анжеліка Кауфман. Письменники тої доби відвідували замок і писали про його екстравагантну красу. Генрі помер у 1783 році. Замок успадкував його племінник Чарльз Тоттенхем. Згодом він отримав титул маркіза Елі як нагороду за його голос під час утворення Об'єднаного Королівства Великої Британії та Ірландії.

### ХІХ— ХХ століття
У 1812 році замок орендувала родина Роперс, що переїхала з замку Лофтус-Холл (Вексфорд). Землі та замок були використані для молочного тваринництва і замок поступово занепав. Про це свідчать, зокрема, документи 1838 року.
У 1852 році замок купив лорд-канцлер Френсіс Блекберн. Родина Блекберн жила в замку Рахфарнгам протягом трьох поколінь. Торговці нерухомістю Бейлі та Гібсон придбали замок в 1912 році й поділили майно. Східна частина маєтку і замку стала гольф-клубом. Замок і південно-західну частину маєтку купив 1913 року орден єзуїтів.
Єзуїти в той час багато займалися питаннями освіти. Пастор С. Дж. О'Лірі зробив у замку сейсмограф. Замок Рахфарнгам став джерелом інформації щодо землетрусів для національних засобів масової інформації.
На північ від замку була довга склепінчаста споруда, знана як Форт Кромвеля. У 1922 році її перебудували.
Недалеко від гольф-клубу був привабливий невеликий храм, побудований з каменю і цегли, збудований в часи лорда Елі. Якби його відреставрували, він був би окрасою тих місць, але за рішенням комітету його знесли в 1979 році.
У 1986 році єзуїти продали замок Рахфарнгам, але перед від'їздом, вони забрали вітражі, виконані в відомих студіях Гаррі Кларка, з каплиці та пожертвували їх католицькій церкві в  Тулламор, що була зруйнована в результаті пожежі в 1983 році. Решту вікон пожертвували хоспісу Богоматері в Гарольд-кросс і дитячій лікарні на Темпл-стріт в Дубліні.
Замок продали агентству нерухомості «Делавер» у 1985 році і було побоювання, що його знесуть. Після величезного громадського тиску замок було врятовано і замок придбала держава в 1987 році, і замок Рахфарнгам оголошено національним пам'ятником. Нині Управлінням громадських робіт здійснює великий ремонт[коли?]. Але замок як і раніше відкритий для громадськості протягом літніх місяців (5 травня — 12 жовтня).